# کورسمندرهای آفریقایی
کورسمندرهای آفریقایی (نام علمی: Herpelidae) نام یک تیره از راسته سمندرهای کرمی است.